# (4482) Frèrebasile
(4482) Frèrebasile – planetoida z pasa głównego asteroid okrążająca Słońce w ciągu 3 lat i 214 dni w średniej odległości 2,34 j.a. Została odkryta 1 września 1986 roku w Obserwatorium Palomar przez Alaina Maury’ego. Nazwa planetoidy pochodzi od Nicolasa Duponta, zwanego w życiu religijnym jako Frère Basile z Freres, profesora matematyki i astronoma amatora. Przed jej nadaniem planetoida nosiła oznaczenie tymczasowe (4482) 1986 RB.